# Barrett Strong
Barrett Strong, född 5 februari 1941 i West Point, Mississippi, död 28 januari 2023 i Detroit, Michigan, var en amerikansk sångare och låtskrivare.
Barrett Strong var verksam vid skivbolaget Motown och blev den första artist som fick en hit på Motown, med låten "Money (That's What I Want)" från 1959 (som även The Beatles spelade in 18 juli 1963).
Barrett Strong skrev därefter låtar tillsammans med Norman Whitfield, bland annat I Heard It Through The Grapevine (Marvin Gaye), Ball of Confusion och Cloud Nine (The Temptations) och War (Edwin Starr).